# Hofesh Shechter
Pour les articles homonymes, voir Shechter.
Hofesh Shechter est un danseur et chorégraphe israélien, né le 3 mai 1975 à Jérusalem.

## Biographie
Hofesh Shechter suit, à partir de l'âge de quinze ans, l'enseignement de l'Académie de danse et de musique de Jérusalem avant d'intégrer la Batsheva Dance Company trois ans plus tard. Il danse ensuite avec Wim Vandekeybus, Paul Selwyn-Norton, Tero Saarinen, et Inbal Pinto avant de s'installer à Londres en 2002 où il devient résident en 2004 de The Place,. En plus de ses fonctions de chorégraphe, il crée et joue les partitions rythmiques de ses spectacles en raison de sa pratique de la batterie, et des percussions qu'il a étudiées avec Dante Agostini à Paris.
Sa première chorégraphie, Fragments, date de 2002. En 2006, il crée Uprising inspiré en partie des émeutes de 2005 dans les banlieues françaises. Il reçoit, en 2007, la commande par trois institutions londoniennes importantes (The Place, le Southbank Centre, et le Sadler's Wells Theatre) d'un spectacle intitulé In Your Rooms qui remportera le Prix du syndicat de la critique. En 2008, il fonde à Londres sa propre compagnie.

## Principales chorégraphies
- 2003 : Fragments
- 2004 : Cult
- 2005 : Untitled
- 2006 : Uprising
- 2007 : In Your Rooms
- 2009 : The Choreographer's Cut
- 2009 : The Art of Not Looking Back
- 2010 : Political Mother
- 2010 : The Fools pour le Cedar Lake Contemporary Ballet
- 2011 : Violet Kid pour le Cedar Lake Contemporary Ballet
- 2011 : Political Mother: The Choreographer's Cut
- 2012 : Survivor
- 2013 : Sun
- 2013 : Two Boys (an opera), Metropolitan Opera
- 2014 : Barbarians
- 2015 : Disappearing Act
- 2015 : Untouchable, The Royal Ballet
- 2015 : Fiddler on the Roof
- 2017 : Grand Finale
- 2017 : Clowns
- 2018 : Show
- 2024 : From England with love
- 2024 : Theater of Dreams
- 2025 : Red Carpet

## Filmographie
Sauf indication contraire, les informations mentionnées dans cette section peuvent être confirmées par la base de données cinématographiques IMDb,  présente dans la section « Liens externes ».
- 2003 : Send Me an Angel de Nir Ne'eman : Eran
- 2022 : En corps de Cédric Klapisch : lui-même[6] (également chorégraphe et compositeur)